# Recophora beata
Recophora beata là một loài bướm đêm thuộc họ Noctuidae. Nó được tìm thấy ở Anatolia và miền nam Thổ Nhĩ Kỳ eastward tới Iraq, tây nam Iran, Syria và Israel.
Con trưởng thành bay từ tháng 5 đến tháng 6. Có một lứa một năm.